# ایزواتارین
ایزواتارین (انگلیسی: Isoetarine) یک آگونیست انتخابی گیرنده آدرنرژیک با اثر کوتاه β2 است. می‌توان آن را «نوه آدرنالین» در ردیف آگونیست‌های β2 نامید که باعث تسکین سریع برونکواسپاسم و آسم می‌شود. اپی‌نفرین (آدرنالین) نخستین مورد از این موارد بود و بعدی ایزوپرنالین (ایزوپروترنول) بود. ایزواتارین سومین دارو در این خط بود، بنابراین نسل سوم یا نوه اصلی بود.
در غرب ایالات متحده آمریکا این داروی انتخابی در اواخر دهه ۱۹۷۰ و اوایل دهه ۱۹۸۰ برای نبولیزاسیون («درمان تنفس») برای تسکین اسپاسم راه هوایی بود. به طور کلی باعث تسکین شدید تنگی نفس می‌شود که در عرض دو تا پنج دقیقه پس از شروع تنفس بیمار از مه نبولیزه شده آغاز می‌شود. این شروع سریع در داروهای بعدی به وضوح وجود ندارد.
همه کاتکول‌آمین‌های آگونیست β2 اولیه که برای برونکواسپاسم استفاده می‌شوند، دارای عوارض جانبی قوی بودند که شایع‌ترین و مشکل‌سازترین آن‌ها، افزایش ضربان قلب بود. این به این دلیل رخ داد که «اثر β2» آن‌طور که می‌توان انتظار داشت انتخابی نبود.  به نظر می‌رسد گیرنده‌های β1 در برخی از بیماران نیز تحریک می‌شوند و باعث ایجاد عوارض جانبی قلبی و دیگر CNS می‌شوند. با ایزواتارین این اثر گذرا بود و معمولاً در عرض چند دقیقه پس از پایان درمان از بین می‌رفت. افزایش فشار خون در درصد کوچک اما قابل توجهی از موارد نیز رخ داد، اما تقریباً همیشه گذرا بود.
در اواخر دهه ۱۹۸۰، ایزواتارین تا حد زیادی با اورسیپرنالین (متاپروترنول) جایگزین شد، که به نظر می‌رسید عوارض جانبی قلبی کمی کمتر داشت و چند ساعت بیشتر طول کشید.  اورسیپرنالین به نوبه خود با سالبوتامول (البوترول) جایگزین شد. برخی از پزشکان هنوز بر این باورند که این برونکودیلاتورهای آئروسل شده بعدی هرگز به اندازه ایزواتارین از تنگی نفس آسمی تسکین نمی‌دهند. بنابراین آنها نقش تخصصی مستمری را در درمان تنگی نفس شدید می بینند که در پنج دقیقه اول درمان با سالبوتامول بهبود نمی‌یابد.